# Palazzo Alamanni
Palazzo Alamanni  è un edificio civile del centro storico di Firenze, situato in via San Niccolò 72- 74, con affaccio anche il via dei Renai 23-25. Il palazzo appare nell'elenco redatto nel 1901 dalla Direzione Generale delle Antichità e Belle Arti, quale edificio monumentale da considerare patrimonio artistico nazionale, ed è tutelato da vincolo architettonico dal 1913.

## Storia
Di probabile fondazione trecentesca, il palazzo ha subito nel tempo innumerevoli trasformazioni in ragione dei moltissimi cambi di proprietà: probabilmente in origine dei Cambiagi divenne ai primi del Quattrocento degli Alamanni, e a lungo fu la dimora più importante e sontuosa tra quelle che la famiglia possedeva nella zona, palesata anche dall'altezza dell'edificio che supera tutti quelli circostanti. "Questo edifizio può contare fra le sue gloriose memorie quella di essere stato culla a Luigi Alamanni poeta gentile e valente ed uno de' più strenui e valorosi difensori della sua città nel tempo dell'assedio". Anticamente segnalato col numero civico 68, palazzo Alamanni è stato anche erroneamente scambiato con la casa attualmente al numero civico 68. 
Al possesso Alamanni seguirono rapidi cambi di proprietà: nel 1640 fu dei Federighi, nel 1665 dei Guidetti, l'anno successivo dei Guasconti, nel 1707 dei Pitti Tovaglia. Nel 1836 fu acquistato da Carolina Ungher, celebre cantante, che lo fece trasformare dall'architetto (Felice?) Bartolini, specialmente dal lato di via dei Renai, e se ne servì per propria abitazione. 
Più tardi, al tempo del Bacciotti, furono qui gli uffici delle Strade Ferrate Meridionali, mentre negli anni seguenti si susseguirono le proprietà, prima degli Amari e poi dei Sabbadini, che ancora lo possedevano attorno al 1930, quando il palazzo è ricordato da Angiolo Pucci per il cortile tenuto a giardino. 
Al 1911 si data il restauro e il rifacimento della gronda. Nel suo complesso è da considerare una costruzione quattrocentesca che, salvo qualche modifica nella forma delle luci, sembra aver conservato il suo carattere originario. La porzione su via dei Renai ospita attualmente il Consiglio Notarile dei Distretti Riuniti di Firenze Pistoia e Prato.

## Descrizione
Per quanto riguarda il fronte su via San Niccolò, l'edificio presenta un piano terreno tutto a bozze di pietra forte in parte sporgenti e in parte piane, con arcate al terreno e nei piani superiori con archi. La facciata tergale prospiciente il giardino è a grosse bozze a cuscino. È sempre pertinenza del palazzo il piccolo corpo a destra con la grande finestra quasi tonda. 
Su via dei Renai l'edificio si presenta articolato su tre piani per sette assi, con un grande portone allineato al terzo asse, incorniciato da conci di pietra e ancora di carattere quattro cinquecentesco. Per il resto il disegno del fronte è oltremodo semplice, per cui non si leggono particolari segni dell'intervento dell'architetto Bartolini. Questa porzione su via dei Renai ospita attualmente il Consiglio Notarile dei Distretti Riuniti di Firenze Pistoia e Prato. In questi ultimi ambienti è da segnalare, e per la rarità del tema e per la qualità dell'opera, la presenza di una sala decorata da un ciclo di pittura e scultura ispirato all'utopia sociale di Charles Fourier, con raffigurati numerosi uomini illustri a esemplificare il ruolo delle arti nel pensiero fourierista (Raffaello, Michelangelo, Gustav Mahler, Ludwig van Beethoven, Wolfgang Amadeus Mozart, Dante, Virgilio, Johann Wolfgang von Goethe, William Shakespeare). Il ciclo fu voluto dal marito di Carolina Ungher, il ricco mercante francese François Sabatier, convinto fourierista, ed eseguito dai pittori Dominique Papety e Auguste Bouquet e dallo scultore Auguste Ottin (al quale spetta il notevole camino in marmo coronato dal busto di Fourier), tutti francesi e anch'essi fourieristi.